# La Montagne (La Réunion)
 (janvier 2025).
Si vous disposez d'ouvrages ou d'articles de référence ou si vous connaissez des sites web de qualité traitant du thème abordé ici, merci de compléter l'article en donnant les références utiles à sa vérifiabilité et en les liant à la section « Notes et références ».
Pour les articles homonymes, voir La Montagne.

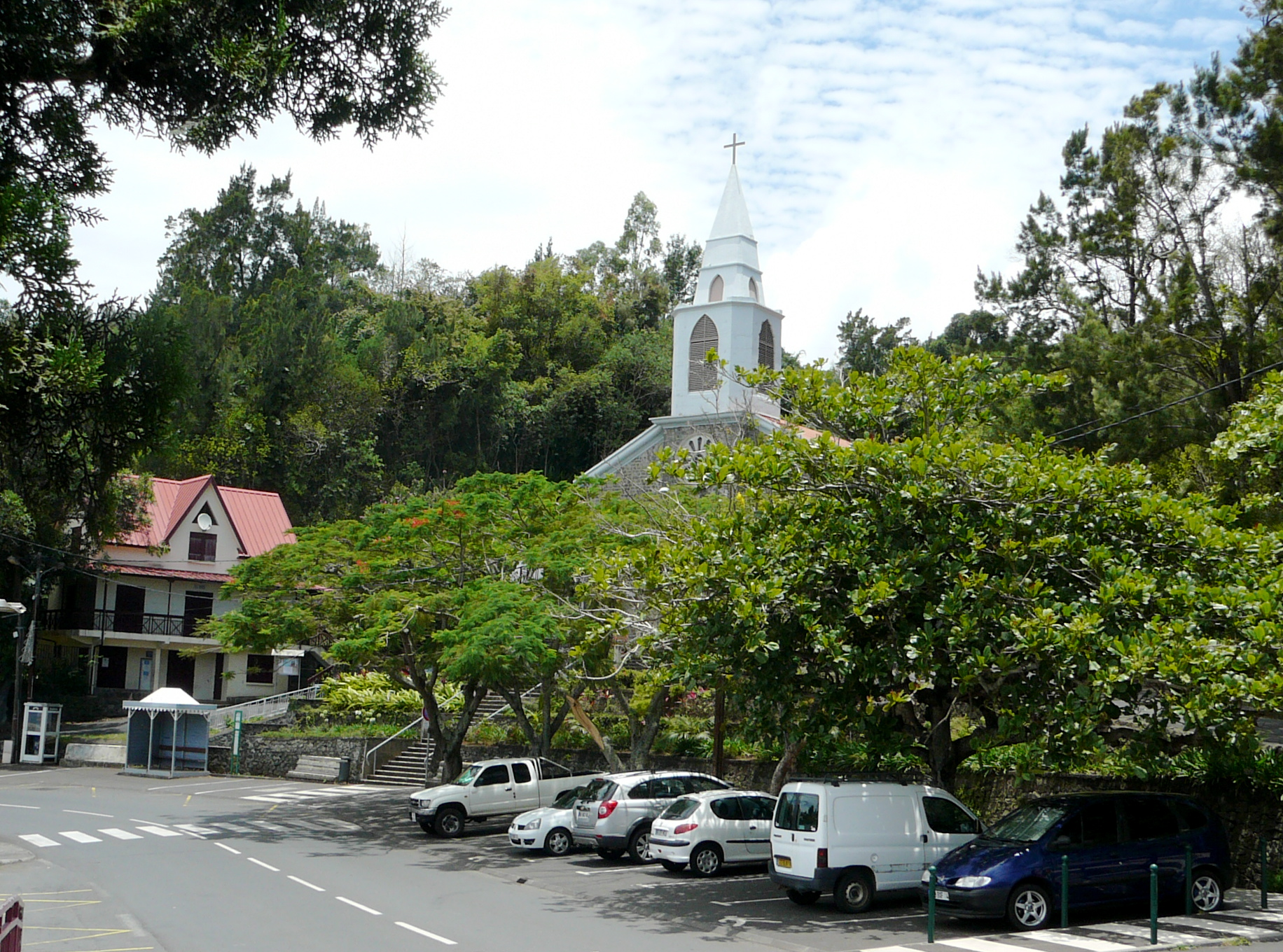
Le centre de La Montagne

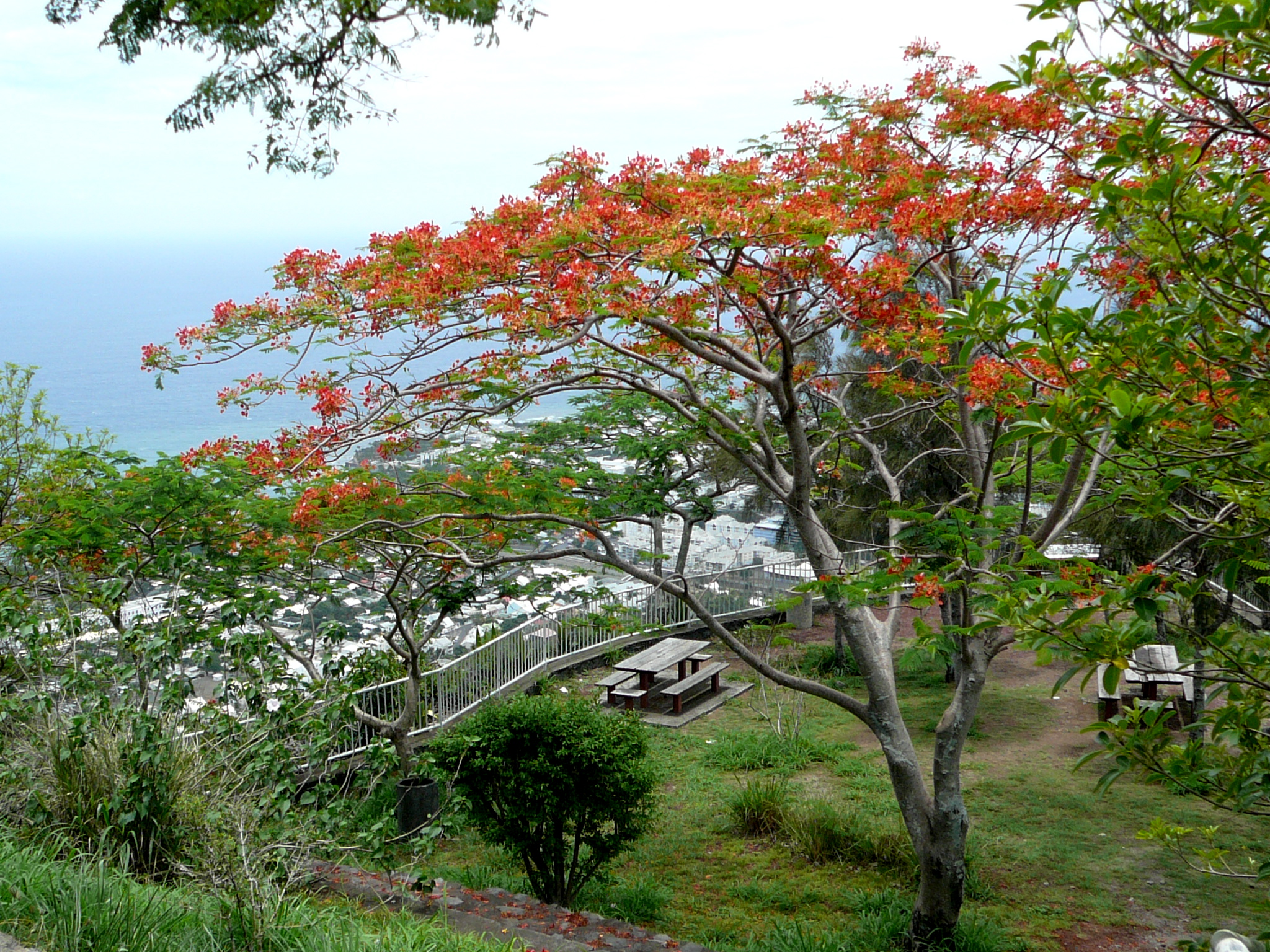
Vue de St-Denis depuis La Montagne

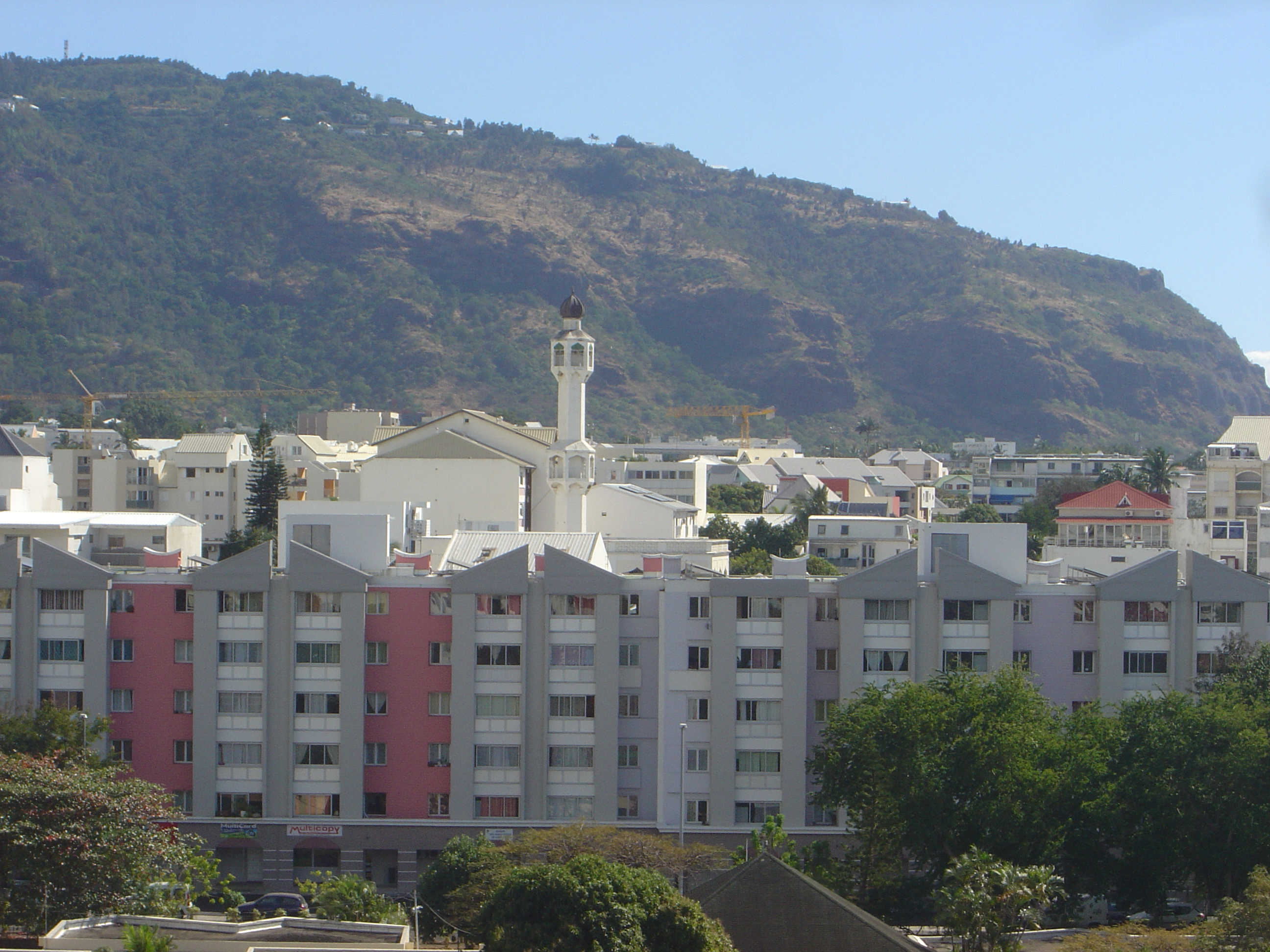
Vue de Saint-Denis faisant apparaître le rempart de La Montagne en arrière-plan.

La Montagne est un lieu-dit occupant l'ouest de la commune de Saint-Denis, sur l'île de La Réunion, département d'outre-mer français de l'océan Indien. Sa population est d'environ 12 000 habitants, et sa superficie représente le tiers de la surface communale dionysienne.
Il est accessible depuis le centre-ville par une route en lacets escaladant le rempart qui occupe la rive gauche de la rivière Saint-Denis. La route atteint le village à environ 350 mètres d'altitude puis le traverse tout en continuant à grimper. Elle culmine en un point situé au-delà de 700 mètres d'altitude dans une zone faiblement peuplée à proximité de la frontière communale. La route redescend ensuite vers le centre-ville de La Possession et la côte ouest en traversant Ravine à Malheur, le pendant possessionnais de La Montagne. Elle constitue une alternative essentielle à la Route du Littoral lorsque celle-ci est coupée par précaution après de fortes pluies pour prévenir les accidents dus aux éboulis.

## Quartiers
Différents quartiers forment l'ensemble considéré, on en compte généralement 5 : le « 8ème kilomètre », le plus proche de Saint-Denis, Ruisseau Blanc, Saint-Bernard, les Affouches et la Grande Chaloupe (dans sa partie relevant de la commune de Saint-denis).
La Montagne « 8ème kilomètre » surplombe la route du Littoral, 400 mètres plus bas. C'est le cœur historique du quartier, avec son église, la mairie annexe et la Poste. C'est un village essentiellement résidentiel, et il concentre l'essentiel des commerces. On y trouve aussi plusieurs écoles primaires, un collège, un lycée professionnel privé, une bibliothèque municipale et plusieurs banques.
Il est dominé par la zone du « Colorado », qui comprend le seul collège de l'ensemble du quartier et une importante zone de loisirs dont un golf de montagne et un parcours de santé. Le Parc du Colorado est aussi un lieu privilégié de détente pour les dionysiens qui y viennent en nombre en fin de semaine, et le point de départ de randonnées, vers la Roche Écrite et l'Îlet à Guillaume.
On trouve un peu plus loin le quartier de « Ruisseau Blanc », en pleine expansion urbaine, qui fait la jonction entre le « 8ème » et Saint-Bernard. Outre quelques commerces, on y trouve une école primaire.
Saint-Bernard est un deuxième village, plus éloigné de la ville et plus rural. On y trouve une ancienne léproserie que fréquenta jadis le Père Clément Raimbault. Elle est aujourd'hui reconvertie en centre commercial. On y trouve un restaurant, des commerces de proximité mais aussi un médecin, une dentiste et un coiffeur. C'est le cœur du village. Le centre équestre se trouve un peu plus bas dans le quartier du petit moulin. Au début du village, on pourra accéder au chemin des anglais : sentier historique formé de pavés qui amène les promeneurs à La Grande Chaloupe, village se situant sur la route du littoral et partagé par les communes de Saint-Denis et de La Possession.
Les Affouches enfin, est l'« écart » le plus haut et le plus isolé de La Montagne. Il se répartit le long de la route qui mène à La Possession. On y trouve quelques rares commerces de proximité, une école primaire et le point de départ de la route qui mène à la Plaine d'Affouches.

## Devenir
La transformation à venir de La Montagne en commune à part entière est parfois évoquée. Quoi qu'il arrive, le lieu-dit et les importantes réserves foncières qui le bordent suscitent les appétits des aménageurs qui souhaitent trouver une alternative à la route littorale actuelle, une alternative qui permette la desserte et la mise en valeur de nouvelles terres dans une île qui va en manquer à terme.
Il était prévu que le tram-train de La Réunion traverse La Montagne : le projet a été abandonné en 2010.